# آتشگاه تفلیس

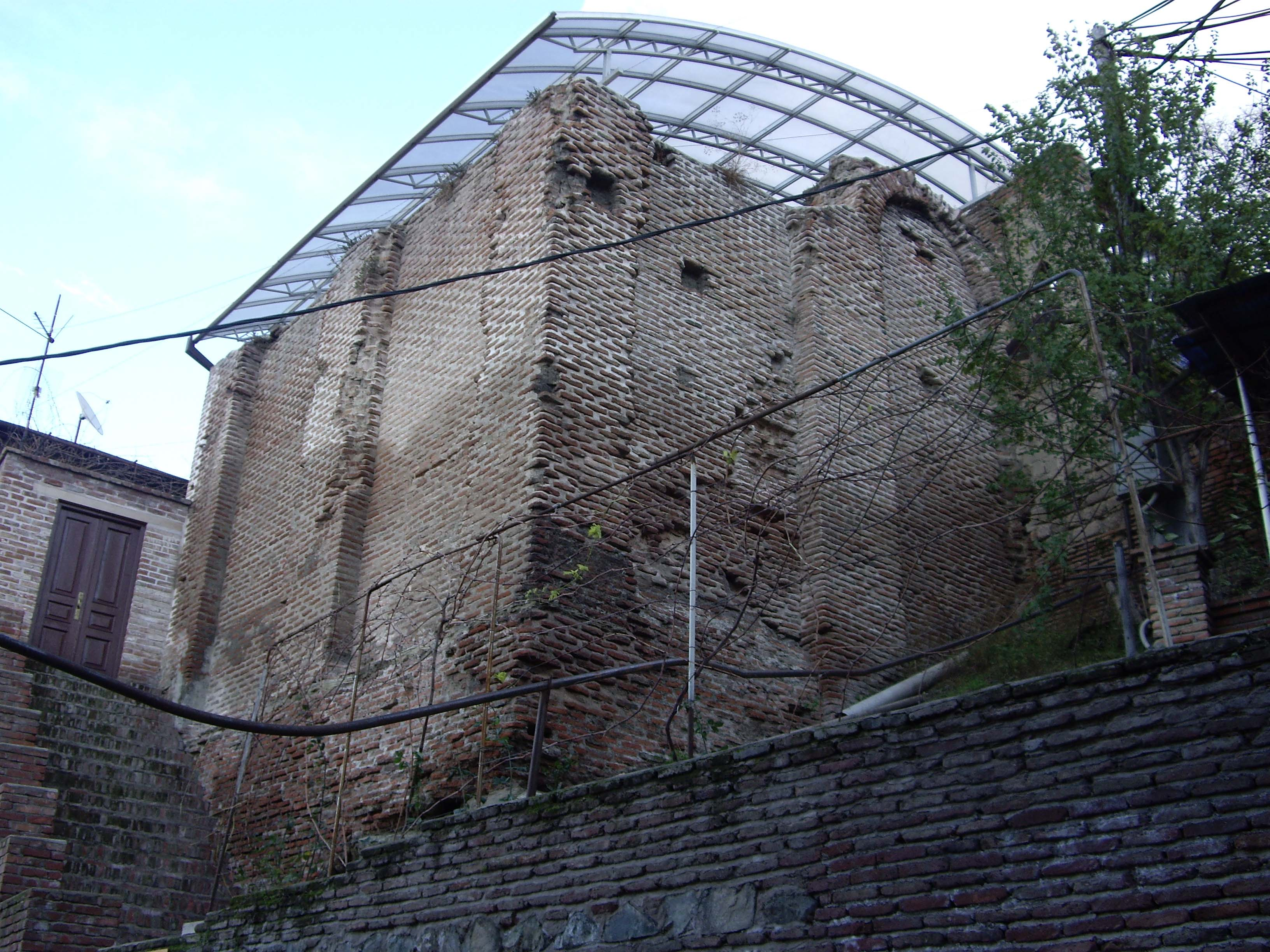
آتشگاه تفلیس

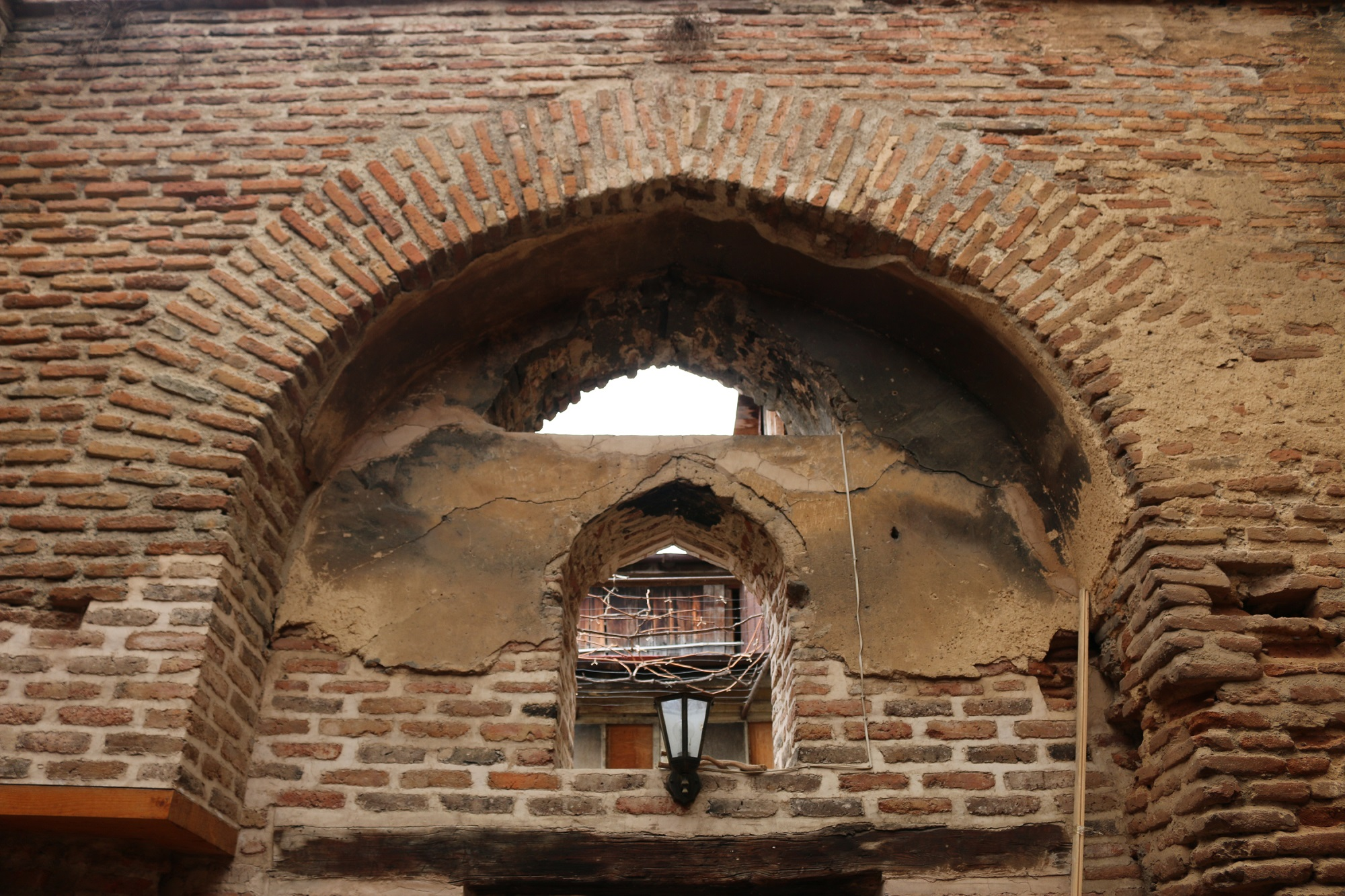
نمایی از درون آتشگاه

آتشگاه تفلیس یک بنای گِلی در بخش مرکزی تفلیس، پایتخت کنونی گرجستان است. این بنای مربوط به دوران حضور ایرانیان و مذهب زرتشت در منطقه است.
پیشینه آتشگاه تفلیس به حدود سده پنجم میلادی بازمی‌گردد. در نوشته‌های غربی و گرجی، این بنا به همان نام پارسی‌اش «آتشگاه» یا با اندک تفاوتی در تلفظ به صورت «آتِشگاه» نامیده می‌شود. به نظر می‌رسد این بنا شمالی‌ترین آتشکده زرتشتی باشد که در طول تاریخ ساخته شده است.
در سال ۱۷۲۴ زمانی که ترک‌ها تفلیس را فتح کردند از این آتشگاه به عنوان مسجد استفاده کردند تا زمانی که نادرشاه، پادشاه ایرانی، شهر را فتح کرد. .
آتشگاه در سال ۲۰۰۷ با پشتیبانی مالی دولت نروژ ترمیم شد.